# Корр, Шэрон
Шэ́рон Хе́льга Корр-Бонна́р (англ. Sharon Helga Corr-Bonnar; род. 24 марта 1970 года, Дандолк, графство Лаут, Ирландия) — ирландская певица, автор песен, скрипачка и пианистка, актриса.

## Личная жизнь
С 7 июля 2001 года Шэрон замужем за барристером Робертом Гэйвином Боннаром. У супругов есть двое детей: сын Кэтал Роберт Джерард Боннар (род. 31.03.2006) и дочь Флори Джин Элизабет Боннар (род. 18.07.2007).
Сестра музыкантов Джима, Андреа и Кэролайн Корр, с которыми до 2006 года входила в состав группы The Corrs.